# D.I.S.C.O.
Pour les articles homonymes, voir Disco (homonymie).
Singles de Ottawan
T'es OK / You're OK
(1980)
D.I.S.C.O. est une chanson de disco écrite et composée par Daniel Vangarde et Jean Kluger et interprétée par le groupe français Ottawan dont c'est le premier single sorti en 1979.

## Historique
Le groupe a enregistré la chanson en français et en anglais. Les deux versions sont présentes en face A ou en face B du 45 tours suivant les éditions. Elles apparaissent en version longue sur maxi 45 tours et dans l'album D.I.S.C.O. qui est publié en 1980.
La chanson connaît un succès international, notamment dans sa version en anglais. Elle se classe en tête des ventes aux Pays-Bas et en Norvège et est certifiée disque d'or en France et au Royaume-Uni.

## Classements

### Classements hebdomadaires
| Classement (1979-1980)                 | Meilleure position |
| -------------------------------------- | ------------------ |
| Afrique du Sud (Springbok Radio)       | 5                  |
| Allemagne (GfK Entertainment)          | 2                  |
| Autriche (Ö3 Austria Top 40)           | 4                  |
| Belgique (Flandre Ultratop 50 Singles) | 2                  |
| France (IFOP)                          | 7                  |
| Irlande (IRMA)                         | 2                  |
| Norvège (VG-lista)                     | 1                  |
| Pays-Bas (Nederlandse Top 40)          | 3                  |
| Pays-Bas (Single Top 100)              | 1                  |
| Royaume-Uni (UK Singles Chart)         | 2                  |
| Suisse (Schweizer Hitparade)           | 5                  |

### Classements annuels
| Pays (1979) | Position |
| ----------- | -------- |
| France      | 10       |

| Pays (1980) | Position |
| ----------- | -------- |
| Allemagne   | 3        |
| Autriche    | 13       |
| Belgique    | 18       |
| Pays-Bas    | 26       |
| Royaume-Uni | 5        |

## Certifications
| Pays              | Certification | Unités certifiées |
| ----------------- | ------------- | ----------------- |
| France (SNEP)     | Or            | 500 000           |
| Royaume-Uni (BPI) | Or            | 500 000           |

## Reprises
D.I.S.C.O. a été reprise par différents artistes. Plusieurs versions sont entrées dans le classement des ventes de singles de divers pays comme celles du groupe britannique de dance/techno N-Trance en 1997, du chanteur gallois Chico en 2006 et du groupe israélien d'électro-pop The Young Professionals sous le titre TYP D.I.S.C.O. en 2012.

### Classements hebdomadaires
| Classement (1997)                  | Meilleure position |
| ---------------------------------- | ------------------ |
| Autriche (Ö3 Austria Top 40)       | 29                 |
| Finlande (Suomen virallinen lista) | 10                 |
| Irlande (IRMA)                     | 10                 |
| Pays-Bas (Single Top 100)          | 82                 |
| Royaume-Uni (UK Singles Chart)     | 11                 |

| Classement (2006)              | Meilleure position |
| ------------------------------ | ------------------ |
| Royaume-Uni (UK Singles Chart) | 24                 |

| Classement (2012) | Meilleure position |
| ----------------- | ------------------ |
| France (SNEP)     | 53                 |